# Syvsten
Syvsten is een plaats in de Deense regio Noord-Jutland, gemeente Frederikshavn. De plaats telt 307 inwoners (2008).